# Paul Thieme
Paul Thieme (ur. 18 marca 1905 roku w Berlinie, zm. 24 kwietnia 2001 roku w Londynie) – niemiecki indolog i badacz sanskrytu wedyjskiego. Laureat Nagroda Kioto z dziedziny sztuki i filozofii za 1988 rok

## Życiorys
Paul Thieme urodził się w Berlinie, w Cesarstwie Niemieckim. Studiował indologię, iranistykę i językoznawstwo porównawcze na Uniwersytecie w Getyndze i w Berlinie. Doktorat zdobył w Getyndze w 1928 roku pracą o czasie zaprzeszłym w Wedach. Habilitację uzyskał na ten samej uczelni w 1932 roku pracą poświęconą Paniniemu i Wedom. Od 1932 do 1935 roku wykładał w Getyndze oraz na University of Allahabad w Indiach, a od 1936 do 1939 roku w Uniwersytecie Wrocławskim. W 1939 objął stanowisko profesora nadzwyczajnego indologii we Wrocławiu. W 1941 otrzymał takie samo stanowisko na uniwersytecie w Halle, jednak został zaciągnięty do armii jako tłumacz. W 1945 został wzięty jako jeniec przez Amerykanów. Po zwolnieniu w 1946 roku powrócił do Halle, gdzie pracował do 1953 roku. Od 1953 do 1954 roku wykładał we Frankfurcie nad Menem, wbrew woli władz NRD. W 1954 roku otrzymał stanowisko w Yale, w Stanach Zjednoczonych. Od 1960 do 1972 roku był profesorem na Uniwersytecie w Tybindzie. W 1975 został profesorem emeritusem. Zmarł w Londynie w 2001 roku. 

## Praca
Paul Thieme badał wszystkie aspekty filologii sanskrytu. Znał Wedy, Upaniszady, Śastry, poezję i eposy indyjskie. Zajmował się również językami irańskimi i indo-europejskimi. Płynnie porozumiewał się sanskrytem. Został za to doceniony m.in. będąc wybranym do wygłoszenia mowy otwierającej pierwszą Światową Konferencję Sanskrytu w Delhi w latach 1972-1973.
W 1984 został członkiem Bawarskiej Akademii Nauk. Za swoje osiągnięcia został odznaczony Nagrodą Kioto w dziedzinie sztuki i filozofii (wówczas sztuki kreatywne i nauki moralne) w 1988 roku.

## Wybrane prace
- Paul Thieme, Das Plusquamperfektum im Veda, Göttingen: Vandenhoeck & Ruprecht, 1929, OCLC 1040204102. Brak numerów stron w książce
- Paul Thieme, Pāṇini and the Veda: Studies in the early history of linguistic science in India, Allhabad: Global Press, 1935, OCLC 884636313. Brak numerów stron w książce
- Paul Thieme, Der Fremdling im Ṛgveda. Eine Studie über die Bedeutung der Worte Ari, Arya, Aryaman und Ārya, Lipsk 1938, OCLC 503753133. Brak numerów stron w książce
- Paul Thieme, Untersuchungen zur Wortkunde und Auslegung des Rigveda, Halle: Max Niemeyer, 1949, OCLC 458278743. Brak numerów stron w książce
- Paul Thieme, Rigveda : Gedichte aus dem Rig-Veda, Stuttgart: Reclam, 1964, OCLC 473064572. Brak numerów stron w książce
- Paul Thieme, Upanischaden: ausgewählte Stücke, Stuttgart: Reclam, 1966, OCLC 802338984. Brak numerów stron w książce